# Дількірхен
Дількірхен (нім. Dielkirchen) — громада в Німеччині, розташована в землі Рейнланд-Пфальц. Входить до складу району Доннерсберг. Складова частина об'єднання громад Роккенгаузен.
Площа — 8,10 км2. Населення становить 453 ос. (станом на 31 грудня 2020).

## Галерея

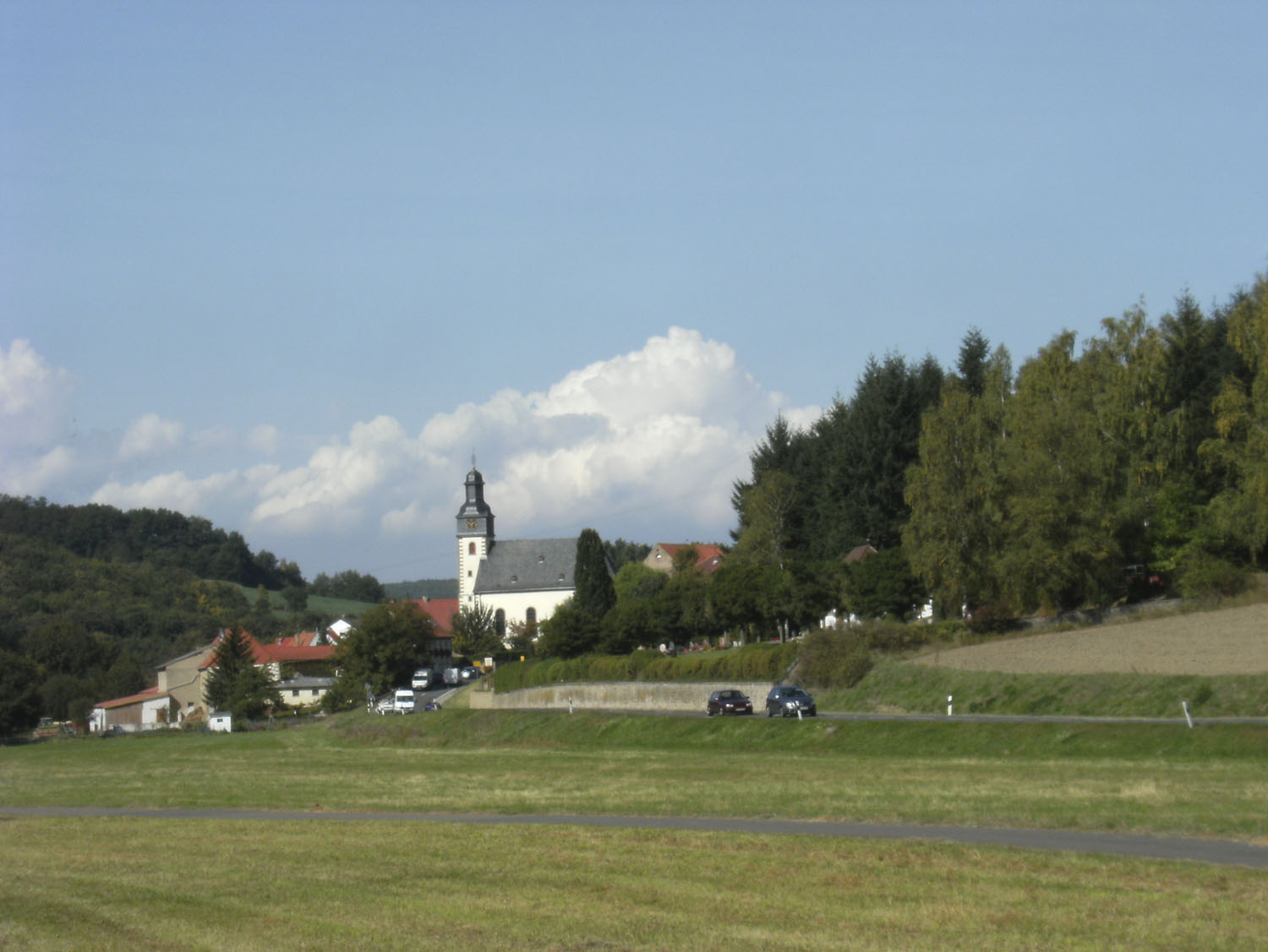
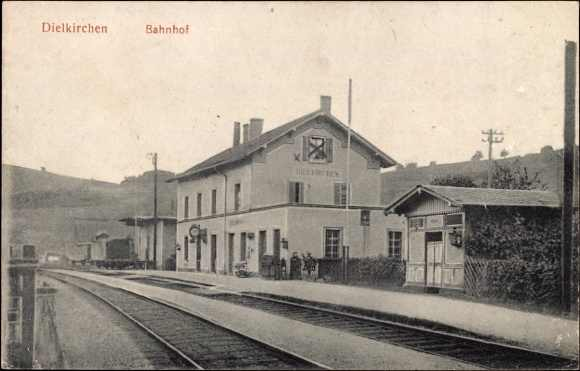